# Saint-Jean-Lherm
Pour les articles homonymes, voir Saint-Jean.
Saint-Jean-Lherm est une commune française du département de la Haute-Garonne en région Occitanie.

## Géographie

### Localisation
La commune de Saint-Jean-Lherm est située dans le nord-est dans le département de la Haute-Garonne.
Elle se situe à 17 km à vol d'oiseau de Toulouse, préfecture du département, et à 11 km de Pechbonnieu, bureau centralisateur du canton de Pechbonnieu dont dépend la commune depuis 2015 pour les élections départementales.
La commune fait en outre partie du bassin de vie de Montastruc-la-Conseillère.
Sur le plan historique et culturel, Saint-Jean-Lherm fait partie du Frontonnais, un pays entre Garonne et Tarn constitué d'une succession de terrasses caillouteuses qui ont donné naissance à de riches terroirs, réputés pour leurs vins et leurs fruits.
Elle fait partie de l'aire d'attraction de Toulouse.

### Communes limitrophes
Les communes limitrophes sont  Bonrepos-Riquet, Gragnague, Montastruc-la-Conseillère, Montpitol et Verfeil.
| Montastruc-la-Conseillère |                  |           |
|                           | Saint-Jean-Lherm | Montpitol |
| Gragnague                 | Bonrepos-Riquet  | Verfeil   |

### Géologie et relief
La superficie de la commune est de 792 hectares ; son altitude varie de 146  à   251 mètres.

### Hydrographie

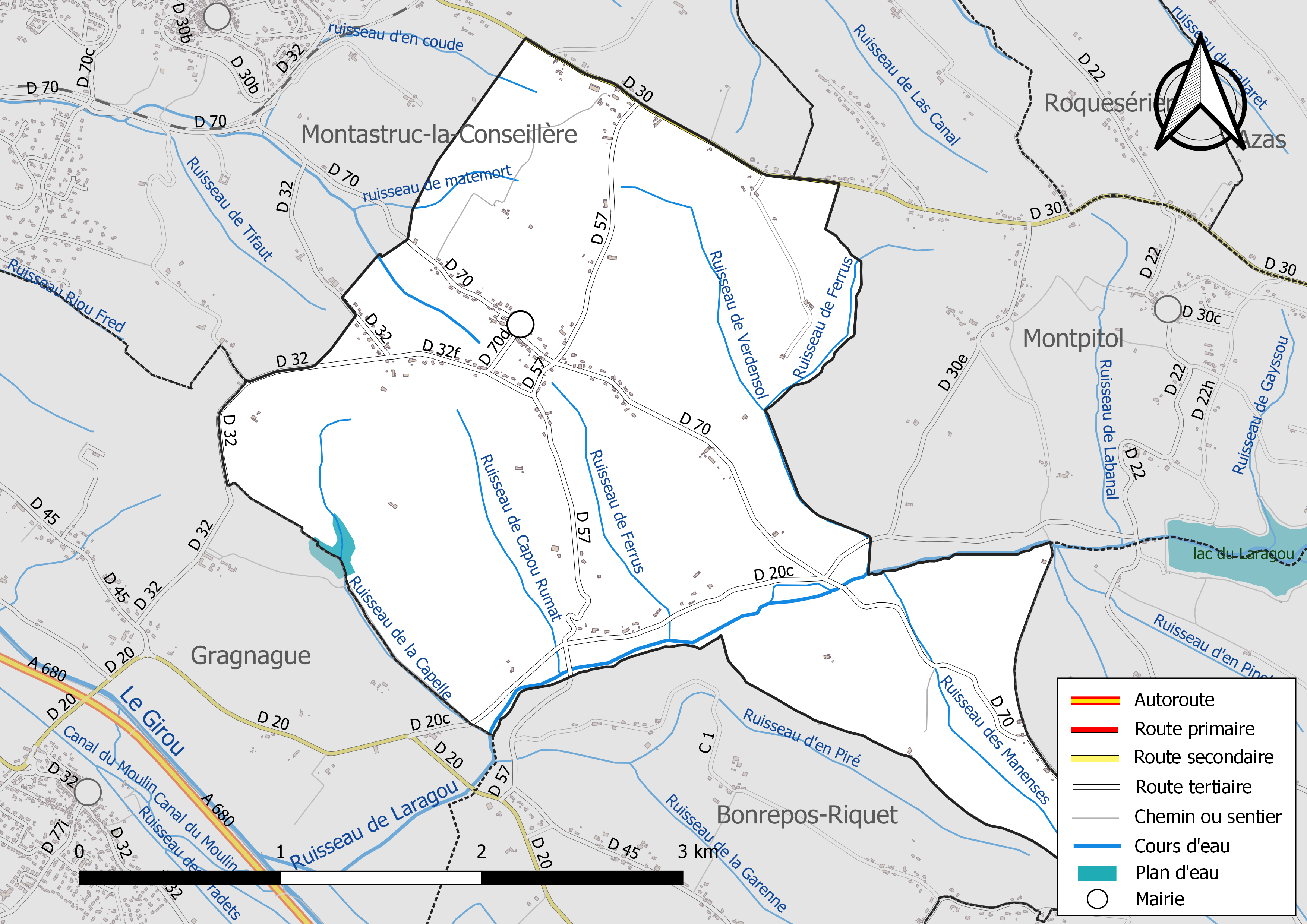
Réseaux hydrographique et routier de Saint-Jean-Lherm.

La commune est dans le bassin de la Garonne, au sein du bassin hydrographique Adour-Garonne. Elle est drainée par le ruisseau de Laragou, le ruisseau de la brante, un bras du Laragou, le ruisseau de Capou Rumat, le ruisseau de Ferrus, le ruisseau de Ferrus, le ruisseau de la Capelle, le ruisseau de matemort, le ruisseau d'en coude, le ruisseau des Manenses et le ruisseau de Verdensol, constituant un réseau hydrographique de 13 km de longueur totale,.
Le ruisseau de Laragou, d'une longueur totale de 13,4 km, prend sa source dans la commune de Lavaur (81) et s'écoule d'est en ouest. Il traverse la commune et se jette dans Le Girou à Gragnague, après avoir traversé 6 communes.

### Climat
Pour des articles plus généraux, voir Climat de l'Occitanie et Climat de la Haute-Garonne.
En 2010, le climat de la commune est de type climat du Bassin du Sud-Ouest, selon une étude s'appuyant sur une série de données couvrant la période 1971-2000. En 2020, Météo-France publie une typologie des climats de la France métropolitaine dans laquelle la commune est exposée à un climat océanique altéré et est dans la région climatique Aquitaine, Gascogne, caractérisée par une pluviométrie abondante au printemps, modérée en automne, un faible ensoleillement au printemps, un été chaud (19,5 °C), des vents faibles, des brouillards fréquents en automne et en hiver et des orages fréquents en été (15 à 20 jours).
Pour la période 1971-2000, la température annuelle moyenne est de 13,2 °C, avec une amplitude thermique annuelle de 15,7 °C. Le cumul annuel moyen de précipitations est de 733 mm, avec 9,1 jours de précipitations en janvier et 5,3 jours en juillet. Pour la période 1991-2020, la température moyenne annuelle observée sur la station météorologique la plus proche, située sur la commune de Blagnac à 19 km à vol d'oiseau, est de 14,2 °C et le cumul annuel moyen de précipitations est de 627,0 mm,. Pour l'avenir, les paramètres climatiques de la commune estimés pour 2050 selon différents scénarios d'émission de gaz à effet de serre sont consultables sur un site dédié publié par Météo-France en novembre 2022.

### Milieux naturels et biodiversité
Aucun espace naturel présentant un intérêt patrimonial n'est recensé sur la commune dans l'inventaire national du patrimoine naturel,,.

## Urbanisme

### Typologie
Au 1er janvier 2024, Saint-Jean-Lherm est catégorisée commune rurale à habitat dispersé, selon la nouvelle grille communale de densité à sept niveaux définie par l'Insee en 2022.
Elle est située hors unité urbaine. Par ailleurs la commune fait partie de l'aire d'attraction de Toulouse, dont elle est une commune de la couronne,. Cette aire, qui regroupe 527 communes, est catégorisée dans les aires de 700 000 habitants ou plus (hors Paris),.

### Occupation des sols

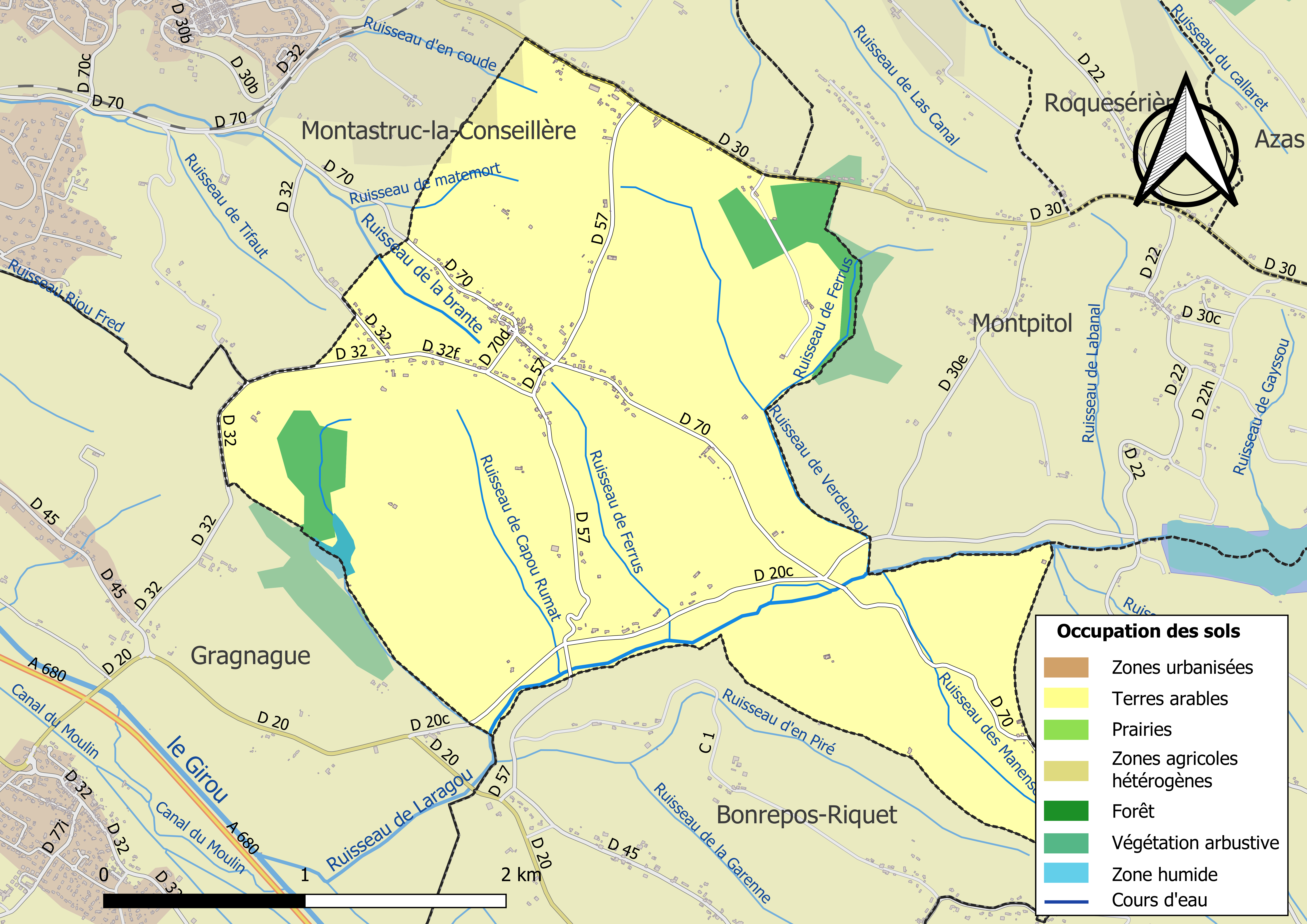
Carte des infrastructures et de l'occupation des sols de la commune en 2018 (CLC).

L'occupation des sols de la commune, telle qu'elle ressort de la base de données européenne d’occupation biophysique des sols Corine Land Cover (CLC), est marquée par l'importance des territoires agricoles (95,8 % en 2018), une proportion identique à celle de 1990 (95,8 %). La répartition détaillée en 2018 est la suivante : 
terres arables (95,4 %), forêts (4,2 %), zones agricoles hétérogènes (0,4 %). L'évolution de l’occupation des sols de la commune et de ses infrastructures peut être observée sur les différentes représentations cartographiques du territoire : la carte de Cassini (XVIIIe siècle), la carte d'état-major (1820-1866) et les cartes ou photos aériennes de l'IGN pour la période actuelle (1950 à aujourd'hui).

### Habitat et logement
En 2020, le nombre total de logements dans la commune était de 170, alors qu'il était de 139 en 2015 et de 129 en 2010.
Parmi ces logements, 94,3 % étaient des résidences principales, 1,9 % des résidences secondaires et 3,8 % des logements vacants. Ces logements étaient pour 99,3 % d'entre eux des maisons individuelles et pour 0,7 % des appartements.
Le tableau ci-dessous présente la typologie des logements à Saint-Jean-Lherm en 2020 en comparaison avec celle de la Haute-Garonne et de la France entière. Une caractéristique marquante du parc de logements est ainsi une proportion de résidences secondaires et logements occasionnels (1,9 %) inférieure à celle du département (4,4 %) et à celle de la France entière (9,7 %). Concernant le statut d'occupation de ces logements, 89,3 % des habitants de la commune sont propriétaires de leur logement (86,6 % en 2015), contre 52 % pour la Haute-Garonne et 57,5 pour la France entière.
| Typologie                                               | Saint-Jean-Lherm | Haute-Garonne | France entière |
| ------------------------------------------------------- | ---------------- | ------------- | -------------- |
| Résidences principales (en %)                           | 94,3             | 88,4          | 82,1           |
| Résidences secondaires et logements occasionnels (en %) | 1,9              | 4,4           | 9,7            |
| Logements vacants (en %)                                | 3,8              | 7,2           | 8,2            |

### Voies de communication et transports
La commune est accessible par l'autoroute A68, sortie Gémil.

### Risques naturels et technologiques
Le territoire de la commune de Saint-Jean-Lherm est vulnérable à différents aléas naturels : météorologiques (tempête, orage, neige, grand froid, canicule ou sécheresse), inondations et séisme (sismicité très faible). Un site publié par le BRGM permet d'évaluer simplement et rapidement les risques d'un bien localisé soit par son adresse soit par le numéro de sa parcelle.
Certaines parties du territoire communal sont susceptibles d’être affectées par le risque d’inondation par débordement de cours d'eau, notamment le ruisseau de Laragou. La commune a été reconnue en état de catastrophe naturelle au titre des dommages causés par les inondations et coulées de boue survenues en 1982, 1999, 2009 et 2018,.

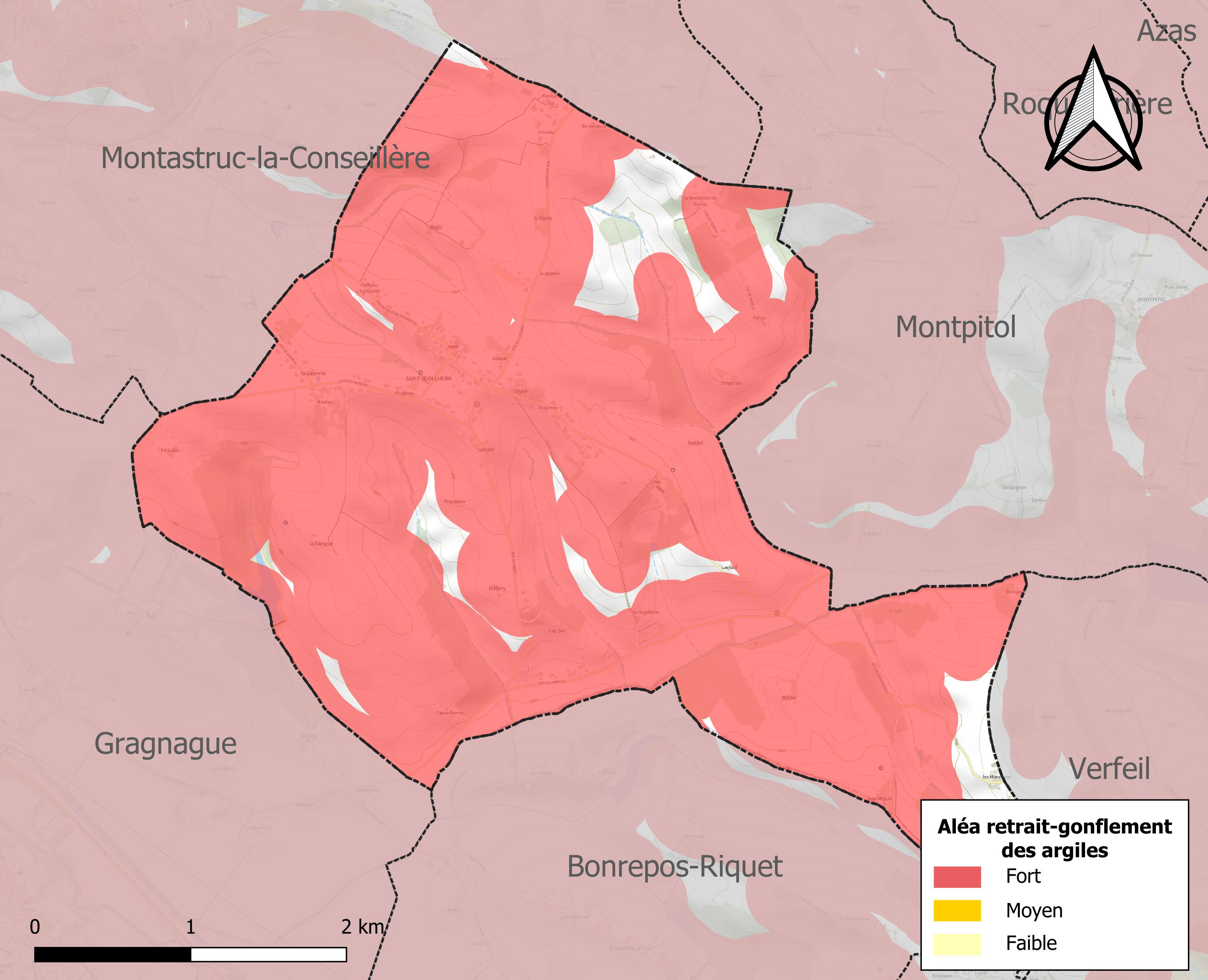
Carte des zones d'aléa retrait-gonflement des sols argileux de Saint-Jean-Lherm.

Le retrait-gonflement des sols argileux est susceptible d'engendrer des dommages importants aux bâtiments en cas d’alternance de périodes de sécheresse et de pluie. 91,4 % de la superficie communale est en aléa moyen ou fort (88,8 % au niveau départemental et 48,5 % au niveau national). Sur les 147 bâtiments dénombrés sur la commune en 2019, 138 sont en aléa moyen ou fort, soit 94 %, à comparer aux 98 % au niveau départemental et 54 % au niveau national. Une cartographie de l'exposition du territoire national au retrait gonflement des sols argileux est disponible sur le site du BRGM,.
Par ailleurs, afin de mieux appréhender le risque d’affaissement de terrain, l'inventaire national des cavités souterraines permet de localiser celles situées sur la commune.
Concernant les mouvements de terrains, la commune a été reconnue en état de catastrophe naturelle au titre des dommages causés par la sécheresse en 1990, 1998, 2002, 2003 et 2011 et par des mouvements de terrain en 1999.

## Politique et administration

### Rattachements administratifs et électoraux

#### Rattachements administratifs
La commune se trouve dans l'arrondissement de Toulouse du département de Haute-Garonne.
Elle faisait partie depuis 1793 du canton de Montastruc-la-Conseillère. Dans le cadre du redécoupage cantonal de 2014 en France, cette circonscription administrative territoriale a disparu, et le canton n'est plus qu'une circonscription électorale.

#### Rattachements électoraux
Pour les élections départementales, la commune fait partie depuis 2014 du canton de Pechbonnieu
Pour l'élection des députés, elle fait partie de la deuxième circonscription de la Haute-Garonne.

### Intercommunalité
Saint-Jean-Lherm est membre de la communauté de communes des Coteaux du Girou, un établissement public de coopération intercommunale (EPCI) à fiscalité propre créé fin  1998  et auquel la commune a transféré un certain nombre de ses compétences, dans les conditions déterminées par le code général des collectivités territoriales.

### Administration municipale
Compte tenu de la population de la commune, le nombre de membres du conseil municipal pour l'élection de 2014 est de onze, y compris le maire et ses adjoints.

### Liste des maires
| Période                                  | Période                       | Identité          | Étiquette | Qualité                                   |
| ---------------------------------------- | ----------------------------- | ----------------- | --------- | ----------------------------------------- |
| Les données manquantes sont à compléter. |                               |                   |           |                                           |
|                                          |                               |                   |           |                                           |
| avant 1981                               |                               | Michel de Lagarde |           |                                           |
|                                          |                               |                   |           |                                           |
| juin 1995                                | mai 2020                      | Gérard Parache    | DVG       | Professeur                                |
| mai 2020                                 | automne 2023                  | Eliséo Bonneton   |           | Employé retraité Démissionnaire           |
| septembre 2023                           | En cours (au 27 janvier 2024) | Éric Cogo         |           | Ingénieur ou cadre technique d'entreprise |

## Équipements et services publics

### Eau et déchets
La collecte et le traitement des déchets des ménages et des déchets assimilés ainsi que la protection et la mise en valeur de l'environnement sont réalisés sous l'autorité de l'intercommunalité.

### Enseignement
Saint-Jean-Lherm fait partie de l'académie de Toulouse.

### Équipements culturels
Bibliothèque,

## Population et société
Les habitants sont appelés les Jeanlhermains.

### Démographie
L'évolution du nombre d'habitants est connue à travers les recensements de la population effectués dans la commune depuis 1793. Pour les communes de moins de 10 000 habitants, une enquête de recensement portant sur toute la population est réalisée tous les cinq ans, les populations de référence des années intermédiaires étant quant à elles estimées par interpolation ou extrapolation. Pour la commune, le premier recensement exhaustif entrant dans le cadre du nouveau dispositif a été réalisé en 2008.

En 2022, la commune comptait 430 habitants, en évolution de +17,49 % par rapport à 2016 (Haute-Garonne : +8,02 %, France hors Mayotte : +2,11 %).
| 1793 | 1800 | 1806 | 1821 | 1831 | 1836 | 1841 | 1846 | 1851 |
| ---- | ---- | ---- | ---- | ---- | ---- | ---- | ---- | ---- |
| 324  | 283  | 323  | 399  | 330  | 339  | 329  | 338  | 311  |

| 1856 | 1861 | 1866 | 1872 | 1876 | 1881 | 1886 | 1891 | 1896 |
| ---- | ---- | ---- | ---- | ---- | ---- | ---- | ---- | ---- |
| 331  | 330  | 313  | 293  | 299  | 282  | 278  | 288  | 264  |

| 1901 | 1906 | 1911 | 1921 | 1926 | 1931 | 1936 | 1946 | 1954 |
| ---- | ---- | ---- | ---- | ---- | ---- | ---- | ---- | ---- |
| 264  | 255  | 259  | 224  | 210  | 222  | 214  | 215  | 201  |

| 1962 | 1968 | 1975 | 1982 | 1990 | 1999 | 2006 | 2008 | 2013 |
| ---- | ---- | ---- | ---- | ---- | ---- | ---- | ---- | ---- |
| 169  | 153  | 157  | 190  | 233  | 303  | 346  | 358  | 351  |

| 2018 | 2022 | - | - | - | - | - | - | - |
| ---- | ---- | - | - | - | - | - | - | - |
| 376  | 430  | - | - | - | - | - | - | - |

Saint-Jean-Lherm est une commune rurale qui compte 430 habitants en 2022, après avoir connu une forte hausse de la population depuis 1968.

### Sports et loisirs
Randonnées pédestres[réf. nécessaire],

## Économie

### Revenus
En 2018  (données Insee publiées en septembre 2021), la commune compte 144 ménages fiscaux, regroupant 379 personnes. La médiane du revenu disponible par unité de consommation est de 31 560 € (23 140 € dans le département).

### Emploi
|                | 2008  | 2013  | 2018  |
| -------------- | ----- | ----- | ----- |
| Commune        | 4,7 % | 4,2 % | 4,5 % |
| Département    | 7,7 % | 9,6 % | 9,3 % |
| France entière | 8,3 % | 10 %  | 10 %  |

En 2018, la population âgée de 15 à 64 ans s'élève à 242 personnes, parmi lesquelles on compte 76,4 % d'actifs (71,9 % ayant un emploi et 4,5 % de chômeurs) et 23,6 % d'inactifs,. Depuis 2008, le taux de chômage communal (au sens du recensement) des 15-64 ans est inférieur à celui de la France et du département.
La commune fait partie de la couronne de l'aire d'attraction de Toulouse, du fait qu'au moins 15 % des actifs travaillent dans le pôle,. Elle compte 26 emplois en 2018, contre 35 en 2013 et 28 en 2008. Le nombre d'actifs ayant un emploi résidant dans la commune est de 178, soit un indicateur de concentration d'emploi de 14,6 % et un taux d'activité parmi les 15 ans ou plus de 61,2 %.
Sur ces 178 actifs de 15 ans ou plus ayant un emploi, 23 travaillent dans la commune, soit 13 % des habitants. Pour se rendre au travail, 93,3 % des habitants utilisent un véhicule personnel ou de fonction à quatre roues, 3,4 % les transports en commun, 1,2 % s'y rendent en deux-roues, à vélo ou à pied et 2,2 % n'ont pas besoin de transport (travail au domicile).

### Activités hors agriculture
35 établissements sont implantés  à Saint-Jean-Lherm au 31 décembre 2019. Le tableau ci-dessous en détaille le nombre par secteur d'activité et compare les ratios avec ceux du département,.
| Secteur d'activité                                                                                        | Commune | Commune | Département |
| Secteur d'activité                                                                                        | Nombre  | %       | %           |
| --- | ------- | ------- | ----------- |
| Ensemble                                                                                                  | 35      |         |             |
| Industrie manufacturière, industries extractives et autres                                                | 3       | 8,6 %   | (5,7 %)     |
| Construction                                                                                              | 5       | 14,3 %  | (12 %)      |
| Commerce de gros et de détail, transports, hébergement et restauration                                    | 7       | 20 %    | (25,9 %)    |
| Information et communication                                                                              | 1       | 2,9 %   | (4,1 %)     |
| Activités financières et d'assurance                                                                      | 2       | 5,7 %   | (3,8 %)     |
| Activités spécialisées, scientifiques et techniques et activités de services administratifs et de soutien | 12      | 34,3 %  | (19,8 %)    |
| Administration publique, enseignement, santé humaine et action sociale                                    | 1       | 2,9 %   | (16,6 %)    |
| Autres activités de services                                                                              | 4       | 11,4 %  | (7,9 %)     |

Le secteur des activités spécialisées, scientifiques et techniques et des activités de services administratifs et de soutien est prépondérant sur la commune puisqu'il représente 34,3 % du nombre total d'établissements de la commune (12 sur les 35 entreprises implantées  à Saint-Jean-Lherm), contre 19,8 % au niveau départemental.

### Agriculture
|               | 1988 | 2000 | 2010 | 2020 |
| ------------- | ---- | ---- | ---- | ---- |
| Exploitations | 11   | 6    | 7    | 6    |
| SAU (ha)      | 354  | 397  | 461  | 371  |

La commune est dans le Lauragais, une petite région agricole occupant le nord-est du département de la Haute-Garonne, dont les coteaux portent des grandes cultures en sec avec une dominante blé dur et tournesol. En 2020, l'orientation technico-économique de l'agriculture  sur la commune est la culture de céréales et/ou d'oléoprotéagineuses. Six exploitations agricoles ayant leur siège dans la commune sont dénombrées lors du recensement agricole de 2020 (onze en 1988). La superficie agricole utilisée est de 371 ha,,.

## Culture locale et patrimoine

### Lieux et monuments

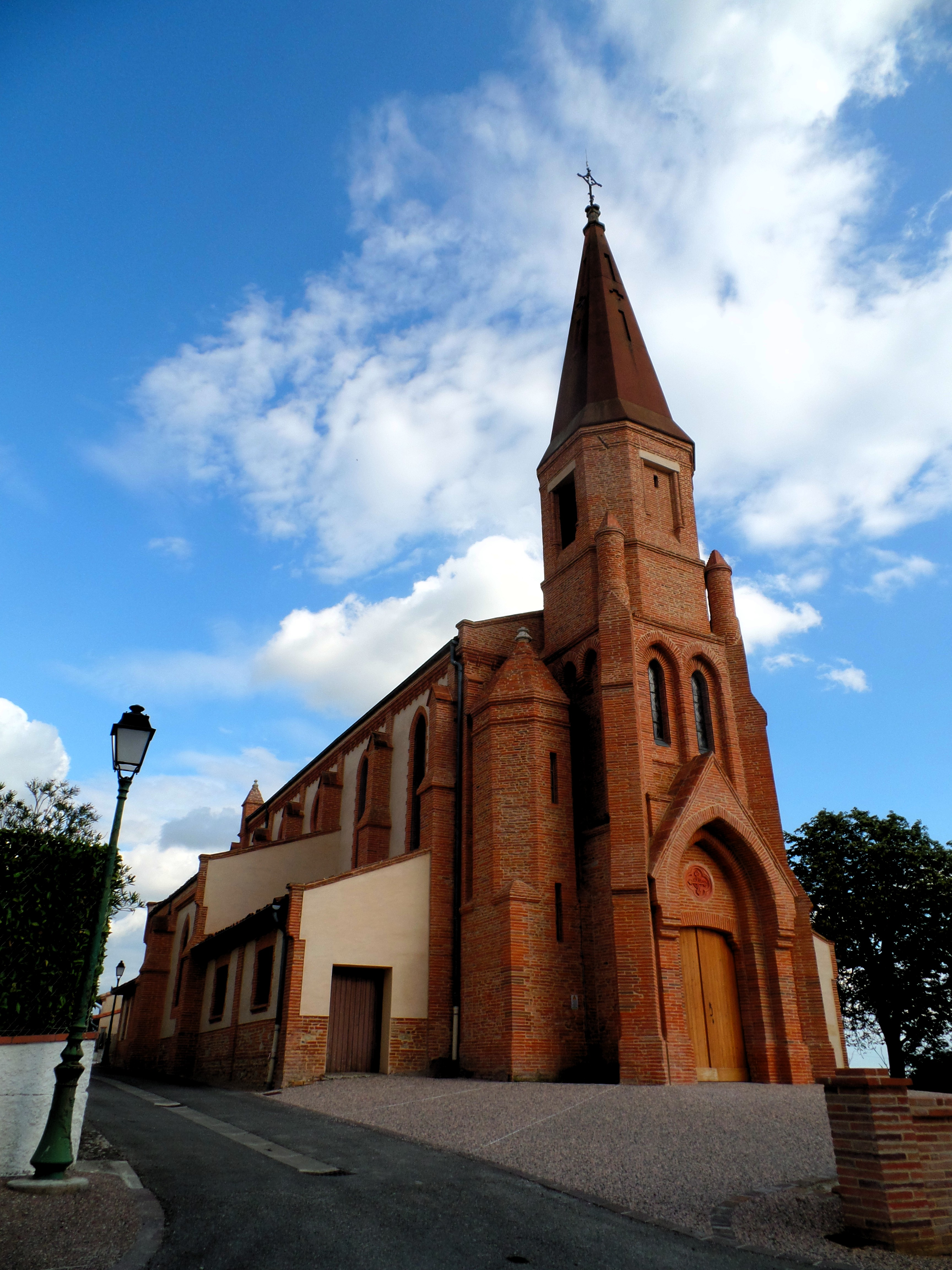
Église Saint-Jean-Baptiste

- Église Saint-Jean-Baptiste.

### Héraldique
| Blason de Saint-Jean-Lherm | Blason  | D'argent au pairle de sinople.                   |
| Blason de Saint-Jean-Lherm | Détails | Le statut officiel du blason reste à déterminer. |

## Pour approfondir